# مستصفرة بنية
مستصفرة بنية (الاسم العلمي: Xanthomonas fuscans) هي نوع من البكتيريا يتبع جنس المستصفرة من الفصيلة المستصفرية.